# Buruanga
Buruanga è una municipalità di quinta classe delle Filippine, situata nella Provincia di Aklan, nella Regione del Visayas Occidentale.
Buruanga è formata da 15 baranggay:
- Alegria
- Bagongbayan
- Balusbos
- Bel-is
- Cabugan
- El Progreso
- Habana
- Katipunan
- Mayapay
- Nazareth
- Panilongan
- Poblacion
- Santander
- Tag-osip
- Tigum